# Ga Seoul National University Venture Town
Ga Seoul National University Venture Town (Tiếng Hàn: 서울대벤처타운역, Hanja: 서울大벤처타운驛) là một ga trên Tuyến Sillim ở Sillim-dong, Gwanak-gu, Seoul.

## Lịch sử
- 16 tháng 9 năm 2021: Tên ga được quyết định là Seoul National University Venture Town[3]
- 28 tháng 5 năm 2022: Khai trương

## Bố trí ga
| Seowon ↑    |
| \| N/B      |
| ↓ Gwanaksan |

| Hướng Bắc | ● Tuyến Sillim | ← Hướng đi Saetgang    |
| Hướng Nam | ● Tuyến Sillim | → Hướng đi Gwanaksan → |

## Vùng lân cận
- Trường cấp 3 Sillim
- Trường cấp 1 phía đông
- Chợ Samseong-dong
- Chợ tổng hợp Dongbang
- Trường tiểu học Seoul Shinseong
- Hoam-ro